# Amphipoea motojondensis
Amphipoea motojondensis är en fjärilsart som beskrevs av Felix Bryk 1948. Amphipoea motojondensis ingår i släktet Amphipoea och familjen nattflyn. Inga underarter finns listade i Catalogue of Life.